# Vion (Ardèche)
Vion – miejscowość i gmina we Francji, w regionie Owernia-Rodan-Alpy, w departamencie Ardèche.
Według danych na rok 1990 gminę zamieszkiwało 701 osób, a gęstość zaludnienia wynosiła 113 osób/km² (wśród 2880 gmin regionu Rodan-Alpy Vion plasuje się na 980. miejscu pod względem liczby ludności, natomiast pod względem powierzchni na miejscu 1418.).

## Populacja

Populacja Vion w latach 1962–2008